# Центральная лига (бейсбол)
Центральная лига (ЦЛ) (яп. セントラル・リーグ Sentoraru Rīgu) или Цэ Лига (яп. セ・リーグ Ce Rīgu), известная под спонсорским названием как JERA Central League (яп. JERAセ・リーグ) — одна из двух лиг, составляющих Японский профессиональный бейсбол. В конце каждого сезона три лучшие команды играют в плей-офф, где они определяют победителя Центральной лиги. Эта команда получает право сыграть в Японской серии против победителя Тихоокеанской лиги (ТЛ).

## История

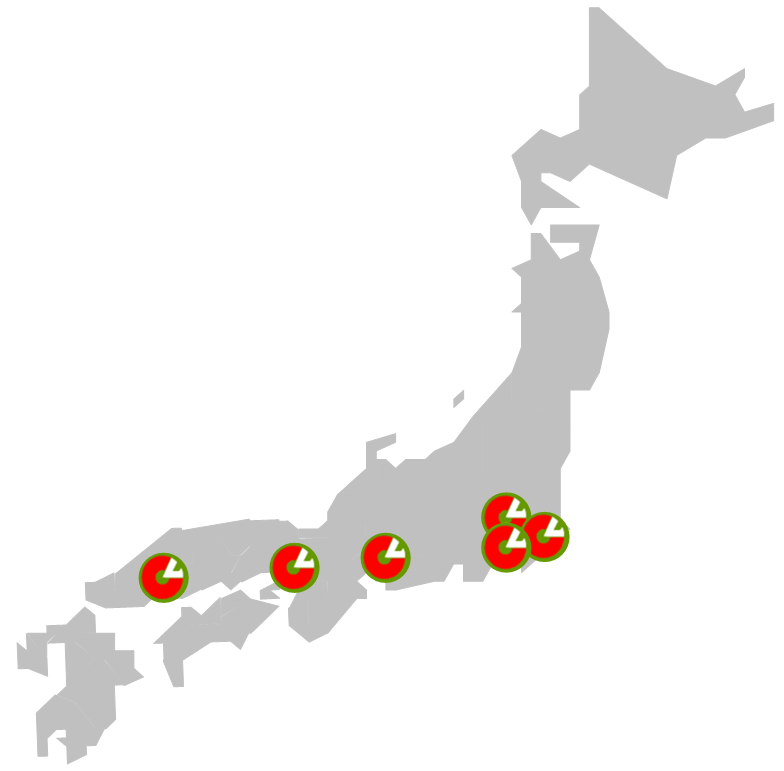
Расположение всех команд Центральной лиги

Ассоциация была основана в 1949 году. Первыми членами лиги стали восемь команд: четыре участника бывшего главного бейсбольного турнира, Японской бейсбольной лиги — «Тюнити Дрэгонс», «Хансин Тайгерс», «Ёмиури Джайентс» и «Тайё Робинс», которая была частично продана кинокомпании Sochiku, почему была переименована в «Сётику Робинс», — и четыре новые команды — «Хиросима Карп», «Кокецу Суоллоуз», «Ниси Ниппон Пайрэтс» и «Тайё Уэйлс». Первыми победителями лиги стали «Робинс».
«Пайрэтс» просуществовали один сезон — в 1950 году они заняли шестое место, а в следующем объединились с также базирующейся в Фукуоке командой «Ниситэцу Клипперс» из Тихоокеанской лиги и сформировали «Ниситэцу Лайонз», которые продолжили выступление в Па Лиге. В результате количество команд Центральной лиги сократилось до семи.
В 1952 году президентом лиги стал Рюдзи Судзуки, который оставался на этом посту до 1984 года. В том же 1952 году было решено, что любая команда, которая закончит сезон с процентом побед ниже 30, будет расформирована или объединена с другой. Такой командой стали «Сётику Робинс». В январе 1953 года они были объединены с «Тайё Уэйлс» и получили название «Тайё Сётику Робинс». Это позволило Центральной лиге сократиться до шести команд.
В 2007 году была введена система плей-офф с участием трёх команд, которая уже три года действовала в Тихоокеанской лиге. Команды со вторым и третьим лучшими показателями играют на первом этапе из трёх игр. Победитель пары выходит в финал против лучшей команды регулярного сезона, с которой играет до четырёх побед. Победитель становится чемпионом Центральной лиги и выходит в Японскую серию. Эти серии плей-офф получили название Кульминационных.

## Текущий состав
| Логотип | Команда                   | Японское название                              | Основана        | Расположена                   | Стадион               | Владелец                           |
| ------- | ------------------------- | ---------------------------------------------- | --------------- | ----------------------------- | --------------------- | ---------------------------------- |
|         | Тюнити Дрэгонс            | 中日ドラゴンズ Chūnichi Doragonzu              | 15 января 1936  | Нигаси-ку, Нагоя, Айти        | Вантелин Доум Нагоя   | Тюнити симбун                      |
|         | Хансин Тайгерс            | 阪神タイガース Hanshin Taigāsu                 | 10 декабря 1935 | Нисиномия, Хиого              | Косиэн Стэдиум        | Hankyu Hanshin Holdings            |
|         | Хиросима Тойо Карп        | 広島東洋カープ Hiroshima Tōyō Kāpu             | 5 декабря 1945  | Минами-ку, Хиросима, Хиросима | Мазда Стэдиум         | Семья Мацуда (66,7%) Mazda (33,3%) |
|         | Токио Якульт Суоллоуз     | 東京ヤクルトスワローズ Tōkyō Yakuruto Suwarōzu | 12 января 1950  | Синдзюку, Токио               | Мэйдзи Дзингу Стэдиум | Yakult Honsha                      |
|         | Иокогама Диэнуэй Бэйстарз | 横浜DeNAベイスターズ Yokohama DeNA Beisutāzu   | 15 декабря 1949 | Нака-ку, Иокогама, Канагава   | Иокогама Стэдиум      | DeNA                               |
|         | Ёмиури Джайентс           | 読売ジャイアンツ Yomiuri Jaiantsu              | 26 декабря 1934 | Бункё, Токио                  | Токио Доум            | Ёмиури симбун                      |